# 羽神滝
羽神滝（はがみたき）は、屋久島にある滝。

## 概要
屋久島の宮浦川白谷川の支流にかかる落差100mの直瀑で、羽神岳（標高1228m）の北東にある前羽神岳（標高1127m）の北面に位置する。滝の落口は、白谷雲水峡宮之浦線（県道594号線）の直下にある。屋久島一の大滝は落差88mの大川の滝としたもんだが、それよりも羽神滝の方が大きい。

## 登山史
2024年7月31日　二人の登山家が初登攀に成功した。

## アクセス
牛床詣所（うしどこもいしょ）の林道の終点の駐車場から歩いて20分。